# PCLinuxOS
PCLinuxOS è una distribuzione GNU/Linux derivata da Mandriva Linux, sviluppata da Bill Reynolds negli USA a partire dal 2003.
È inoltre disponibile una rivista online dedicata alla distribuzione: PCLinuxOS Magazine, curata dagli sviluppatori della distribuzione, i cui numeri sono disponibili sia in formato PDF che in HTML.

## Storia
La distribuzione inizialmente consisteva semplicemente in una serie di pacchetti in formato .rpm per implementare nuove funzioni in Mandrake Linux. Nell'ottobre del 2003 divenne una distribuzione a sé stante, partendo come base dal codice di Mandriva 9.2. La prima versione ufficiale distribuita nel 2006 dal progetto è stata MiniME 0.93, consistente in un Live CD. Oltre alla versione standard, vi furono anche tre versioni particolari: Bid Daddy, Junior e MiniMe differenti solo per le dimensioni, rispettivamente 685 MB la prima, 484 la seconda e solo 299 la terza.
Successivamente accanto a quella standard rimasero: MiniMe che non avendo una massiccia dotazione di software, si propone a quegli utenti che vogliano personalizzare maggiormente la distribuzione, e Full Monty che oltre ad includere le dotazioni software della release standard ufficiale comprende numerosi driver nonché molti programmi preinstallati in più. Il 10 aprile 2013, dopo più di due anni di sviluppo, è stata lanciata la prima versione x86-64 la 04.2013. e poco dopo venne abbandonato il supporto per macchine x86. Verso la fine del 2024 è stata inoltre pubblicata una versione basata su Debian 12, tuttavia non ufficiale e sviluppata dalla comunità utenti, disponibile solo per piattaforme X86-64.

## Caratteristiche
PCLinuxOS è principalmente rivolta all'utenza desktop poco esperta di informatica, ma che comunque voglia usare un sistema pratico e completo nell'uso, mantenendo la stabilità e semplicità di utilizzo nonché l'attitudine user-friendly di Mandriva. È una distribuzione rolling release, cioè riceve aggiornamenti progressivi nel tempo, senza la necessità di reinstallare una nuova versione del sistema operativo, privilegiando però una minor frequenza nella distribuzione degli aggiornamenti a causa delle verifiche fatte dagli sviluppatori prima di pubblicarli. La distribuzione utilizza pacchetti .rpm, il gestore dei pacchetti è apt-rpm, e in ambiente desktop abbiamo una versione modificata di synaptic, per gestire i pacchetti in tale formato.
L'ambiente desktop di default è KDE (una versione modificata, sebbene manchino alcune applicazioni tipiche di tale desktop come Discover) ma la distribuzione è disponibile anche in altre versioni (curate dalla comunità) con ambienti desktop diversi. Essi sono inoltre anche disponibili nei repositories, consentendo così di installare più ambienti diversi su un solo PC. 
Avviando la distribuzione in modalità Live CD, essa presenterà un'interfaccia wizard per configurare le impostazioni principali, come tastiera, orologio e connettività; è inoltre presente il PCLinuxOS Control Center, una sorta di pannello di controllo per regolare le impostazioni di sistema più importanti e per la gestione degli utenti. In particolare nei file immagine di installazione sono stati inclusi numerosi strumenti per configurare immediatamente connessioni tramite differenti tipi di rete, compresi wi-fi, bluetooth e UMTS/3G. A differenza di altre distribuzioni open source, che adottano principalmente se non esclusivamente software libero, PCLinuxOS integra di default  componenti proprietari come vari codec (wmv, mp3, wma mp4, mov,  rm) al fine di assicurare un utilizzo multimediale immediato. Per scelta delle politiche di sicurezza degli sviluppatori non è preinstallato sudo, ma solo su.
I pacchetti software sono tendenzialmente legati all'utilizzo desktop, come suite d'ufficio (LibreOffice, Koffice, AbiWord, Gnumeric, Kexi), riproduttori multimediali (Amarok, MPlayer, VLC Media Player) e strumenti online e per il web (Mozilla Firefox, Chromium, Arora, Mozilla Thunderbird, Claws Mail, Telepathy, rsync, bluefish, Xchat, RSSOwl). Viene posta meno attenzione ad un utilizzo per la gestione server, anche se sono disponibili pacchetti per lo svolgimento di compiti tipici di questi ultimi.
La lingua, le impostazioni di sistema nonché della tastiera sono preimpostate in inglese americano ma subito dopo l'installazione è possibile installare la lingua modificare le impostazioni di localizzazione tramite il programma Addlocale appositamente creato degli sviluppatori, mentre è possibile gestire l'installazione di Libreoffice tramite il programma Libreoffice Manager. 
Altre caratteristiche in dettaglio sono:
- Supporto driver Nvidia Nouveau e AMD fglrx;
- Supporto multimediale per la riproduzione di molti formati popolari;
- Supporto wireless per dispositivi di rete mobile;
- Supporto di stampa per molti dispositivi di stampa locali e di rete;
- MyLiveCD programma che permette di realizzare uno snapshot dello stato corrente del sistema e di masterizzarlo su un LiveCD / DVD;
- PCLinuxOS-LiveUSB consente di installare PCLinuxOS su una chiave USB.

## Versioni
Gli ambienti desktop disponibili utilizzati nella versione ufficiale sono KDE, XFCE e MATE; il primo è disponibile in una edizione più minimale (darkstar) e in una con molti software già preinstallati (full). 
Accanto a questa ci sono delle versioni non ufficiali, curate dalla comunità, e sono:
- LXDE
- LXQT
- Openbox
- Trinity

La versione basata su Debian offre i seguenti ambienti desktop:
- Cinnamon
- Plasma
- MATE
- Xfce
- Budgie